# Анопьян, Арменак Оноприосович
Арменак Оноприо́сович Анопья́н — армянский, советский художник-живописец, мастер пейзажа, график.

## Биография
Арменак Оноприосович Анопьян (1908—1976) — крымско-нахичеванский художник, один из лучших учеников академика батальной живописи Н. С. Самокиша. Сын известного поэта и переводчика Серебряного века Оноприоса Яковлевича Анопьяна (1873—1934), чьи стихи и переводы были опубликованы в периодической печати на семнадцати языках и имя которого упоминает Валерий Брюсов в своей «Антологии армянской поэзии». Оноприос Яковлевич также был причастен к изобразительному искусству, его способности передались сыну.
Родился 20 февраля 1908 в Нахичевани-на-Дону. В 1909 году в силу сложившихся семейных обстоятельств семья Анопьянов была вынуждена переехать в Крым, в Симферополь. В 1917 году Арменак Анопьян поступил в подготовительный класс Симферопольской казенной гимназии. В 1926 году он оканчивает 9-летнюю школу 2-й ступени. Одновременно с общим образованием он получает и художественное. С 1924 года учится в Симферопольском техникуме изобразительных искусств, где его педагогом был прославленный художник-баталист Николай Семенович Самокиш.
В 1928 году Арменак, по рекомендации Самокиша, пробует поступить во ВХУТЕМАС (Высшие художественно-технические мастерские), но диктовали правила приема уже не те люди, которые знали и ценили Академическую школу. Акцент был на новое социалистическое искусство. Однако талантливый юноша не сломался и по приглашению Мастера продолжает учиться в студии Самокиша, который поддержал художника и предложил обучать его бесплатно.
Дебют А. О. Анопьяна как художника состоялся 27 января 1929 года на «Выставке картин современных крымских художников», проходившей в залах Центрального музея Тавриды в Симферополе. В этом же году он становится членом Союза работников искусств. С 1929 по 1932 годы преподает в симферопольских школах 2-й ступени рисование и физкультуру. Арменак Оноприосович Анопьян профессионально занимался спортом — был чемпионом Крыма по боксу в легком весе.
16 июня 1929 года в газете «Красный Крым» был опубликован «Вызов художникам Крыма» А. Н. Глаголева, давший старт Всекрымскому изо-соревнованию по подготовке к выставке, посвященной 10-летию советизации Крыма, запланированной на 14 ноября 1930 года. Был создан организационно-тематический комитет выставки при Крымском областном отделе Союза работников искусств. В творческий процесс были вовлечены практически все художники, работавшие на тот момент в Крыму. Арменак принимает вызов, выступая одним из инициаторов организации семинара для начинающих художников.
По итогу Всекрымского изо-соревнования, картина Анопьяна («Застигнутые в подполье») удостоена второй премии и приобретена Севастопольской картинной галереей. 20 июля 1935 года она экспонировалась в Москве на выставке в Государственном музее Восточных культур.
С 1931 по 1932 годы Арменак Анопьян состоял членом-учредителем Крымского общества революционных художников «Изофронт». С 1932 по 1933 годы работает в Москве во «Всекохудожнике». В конце 1933 года в связи с болезнью отца возвращается в Крым. По возвращении в Симферополь принят в члены товарищества «Крымхудожник».
С 1936 по 1941 годы состоял в правлении Товарищества, был членом ревизионной комиссии и Художественного совета. По заказу Севастопольского музея Революции в 1935 году написал картину «Расправа интервентов» (или «Расправа немецких оккупантов в 1918—1919 гг.»). В 1936 году собирает материал для картины «Последнее слово Шмидта». В этот период А. О. Анопьян работает над картинами «Атака партизан», «Пушкин в Гурзуфе», «Пушкин и Раевская», «На Дальневосточной сопке». Параллельно пишет картины на местные темы и портреты.
В 1937 году А. О. Анопьян участвует в художественной выставке к 20-летию Великой Октябрьской Социалистической Революции в Симферопольской картинной галерее. В 1938 году художник готовит картину «Атака Красной гвардии» для Юбилейной выставки к ХХ годовщине Красной армии и Военно-морского флота в залах Симферопольской картинной галереи. В этом же году А. О. Анопьян входит в состав бригады из 12 художников по выполнению серии панно для Крымского павильона на Выставке достижений народного хозяйства в Москве. Выполнил эскиз панно «Эфиромасличные культуры. Лаванда и казанлыкская роза».
В 1938 году Арменак Оноприосович Анопьян был арестован, почти два года находился под следствием, но в 1940 году оправдан судом. Из заключения художник вышел больным туберкулезом, его даже не взяли на фронт. После оправдательного приговора А. О. Анопьян продолжает свою работу- участвует в Художественной выставке, посвященной ХХ-летию освобождения Крыма от белогвардейцев, организованной в помещении Крымского драматического театра им. Горького, с пейзажем «Серый день». На заседании Оргкомитета Союза советских художников Крымской АССР 20 ноября 1940 года Арменак Оноприосович Анопьян был принят кандидатом в члены ССХ (Союз советских художников). В 1941 году прошел Всесоюзную перерегистрацию и 19 августа 1941 года утвержден Оргкомитетом ССХ СССР в данном статусе.
Но 2 июня 1944 года И. В. Сталин подписывает постановление № 5984, согласно которому НКВД обязывает «к выселению из Крыма болгар, греков, немцев, итальянцев и армян». Дано несколько часов на сборы, и в товарном вагоне под дулом автоматов художник отправлен в Сибирь вместе с тётей и матерью, Гадарине Бедросовной Анопьян, урождённой Вартановой. Облегчить участь Анопьяна попытался М. С. Сарьян, создавший ещё в 1915 году блестяще исполненный графический портрет отца художника, с которым был очень хорошо знаком с юности по Нахичевани-на-Дону.
Сарьян имел смелость написать письмо на имя Берии, в котором просил изменить условия пребывания в ссылке талантливому художнику. Письмо осталось без ответа. Аналогичное письмо было отправлено сообществом Крымских художников и директором Никитского ботанического сада.
Тяжелая ссылка была прервана лишь в 1956 году в связи с амнистией, а также отсутствием состава преступления, но с запретом возвращаться в крупные города и место ссылки.
Находясь в суровых условиях ссылки, Арменак тем не менее продолжал работать. Сохранились его работы на оберточной бумаге, на грубых обрывках картона. В его творчестве появились ещё более мрачные мотивы.
Арменак Оноприосович Анопьян со своей семьей прожил в Симферополе 35 лет. Известен и адрес художника — ул. Фонтанная, дом 6, кв. 6.
После возвращения в Нахичевань-на-Дону (Ростов-на-Дону) художник почти не пишет. Последняя его работа — портрет с фотографии Сергея Рахманинова — была написана по просьбе жены художника Веры Владимировны Беспаловой для её племянника, выпускника института им. Гнесиных Сергея Зубковского. Эта талантливая работа сопровождала известного композитора и пианиста всю его жизнь.
Арменак был не только талантливым живописцем, но и состоял членом Союза писателей Крыма. Его стихи были отмечены Максимилианом Волошиным и печатались в периодических изданиях, в частности в газете «Красный Крым» в 1920—1930-х годах. Последние двадцать лет Арменак Оноприосович совершил творческий подвиг — собрал, восстановил, описал жизнь и изучил творчество своего отца, талантливого поэта-переводчика Оноприоса Яковлевича Анопьяна, и оставил около тысячи страниц рукописного текста, описав и систематизировав в хронологическом порядке творчество Оноприоса Яковлевича Анопьяна буквально по дням. В 1957 году М. С. Сарьян в личном письме искренне поблагодарил Арменака за трепетное отношение к поэтическому наследию отца.
Скончался 15 февраля 1976 года в Ростове-на-Дону. Похоронен на Северном кладбище.

### Семья
- Дочь — Татьянa Арменаковнa Сурженко (урожд. Беспалова).
  - Внук — Александр Александрович Сурженко.
  - Внучка — Анна Александровна Сухарева (урожд. Сурженко), в 1997 году окончила Ростовский государственный педагогический университет; темой её дипломной работы была «Жизнь и творчество армянского поэта и переводчика О. Я. Анопьяна».

## Труды
Время сохранило до наших дней около 70 графических и студийных работ А. О. Анопьяна. Несколько картин находятся в музее Севастопольской художественной галереи, в частных
коллекциях, но основная их часть бережно хранится в Ростове-на-Дону в семье дочери художника. Mногие картины, документы, ценные книги с автографами и письма (в том числе от Горького, Волошина, Тренева, композитора Спендиарова и др.) были изъяты при обысках или утеряны при переездах.

## Участие в выставках
- Выставка картин современных крымских художников (Симферополь, 1929 г.)
- Выставка проектов памятника борцам революции в Пушкинском сквере Симферополя (Симферополь, 1929 г.)
- Всекрымская юбилейная выставка к 10-летию власти Советов в Крыму (Симферополь, Феодосия, Керчь, Севастополь, 1930—1931 гг. 2-я премия)
- Выставка «Искусство Советского Крыма» (Москва, 1935 г.)
- Художественная выставка к 20-летию Великой Октябрьской Социалистической революции (Симферополь, 1937 г.)
- Выставка этюдов и эскизов крымских художников (Симферополь, 1938 г.)
- I выставка Союза Советских художников Крыма. Художественная выставка, посвященная XX-летию освобождения Крыма от белогвардейцев (Симферополь, 1940 г.)

## Список картин
- «Армянский храм. Крым», 1928. Холст, масло
- «Крым. Сельская дорога», 1929. Холст, масло
- «Застигнутые в подполье» («Арест Севастопольского подпольного парткомитета»), 1930. Холст, масло
- «Портрет отца», 1933. Холст, масло
- «Натюрморт с чернильницей», 1934.
- «Расправа интервентов» (или «Расправа немецких оккупантов в 1918—1919 гг.»), 1935 (Севастопольский музей Революции).
- «Натюрморт с Баварской кружкой», 1935.
- «Портрет художника А. Глаголева», 1935.
- «Атака партизан», середина 30-х.
- «Пушкин в Гурзуфе», середина 30-х.
- «Пушкин и Раевская», середина 30-х.
- «На Дальневосточной сопке», середина 30-х.
- «Последнее слово Шмидта», после 1936.
- «Алушта. Генуэзская башня», 1937.
- «Атака Красной армии», 1938.
- «Натюрморт с трубкой», 1938.
- «Гурзуф. Жаркий полдень», 1940.
- «Бахчисарай. Старый шашлычник», 1940.
- «Серый день», 1940. Холст, масло
- «Сибирский посёлок. Прокопьевск зимой», 1942. Холст, масло
- «Портрет жены художника Веры Владимировны Беспаловой», 1942.
- «Симферополь. Фонтанная, 6», 1943.
- «Портрет учителя Н. С. Самокиша», 1943. Холст, масло
- «Атаки партизан», 1944.
- «Пулеметчица», 1944.
- «Академик батальной живописи Н. С. Самокиш на смертном одре», 1944 (графика, Севастопольский художественный музей).
- «Сибирский посёлок. Прокопьевск летом», 1948.
- «Сибирская весна. Задворки», 1951.
- «Портрет друга (Сенекерим)», 1952.
- «Автопортрет»
- «Бахчисарай. Вид на ханский дворец»
- «Бахчисарай. Этюд с минаретом»
- «Бахчисарай. Татарская улица»
- «На берегу»
- «Горячий ключ»
- «Пилорама на окраине села»
- «Портрет неизвестного»
- «Портрет тестя, В. М. Беспалова»
- «Симферопольский двор. Старая акация»
- «Симферопольский дворик зимой»
- «Судак. Совхоз Вельст»
- «Татарка у колонки»
- «Матросы» (эскиз)[1]
- «Пулеметчики» (эскиз)[2]
- «Портрет С. В. Рахманинова»

## Память
Книга «Арменак Анопьян» (из серии «Жизнь замечательных нахичеванцев»). Авторы: Рязанов В. В., Сурженко Т. А. Издательство Ростов-на-Дону, Из-во «Ковчег», 2018